# Меджеджа (Вишеград)
Меджеджа (серб. Међеђа / Međeđa) — село в общине Вишеград Республики Сербской Боснии и Герцеговины. Население составляет 171 человек по переписи 2013 года.

## География
Село стоит на левом берегу реки Дрина в 13 км от Вишеграда. Через него проходит автодорога Источно-Сараево — Вишеград. В 2 км от села находится устье реки Лим, впадающей в Дрину.

## Экономика
Через большую часть села в прошлом проходила узкоколейная железная дорога, по которой ходили поезда в Рудо и Прибой. В результате строительства ГЭС Вишеград значительная часть дороги была затоплена. Также Меджеда была известна благодаря растущей вишне.
После Боснийской войны и распада Югославии значительная часть населения покинула село. В настоящее время в селе развиваются сельский и экотуризм благодаря возможностям охоты, рыбалки на озере на Дрине, катанию на лодках, альпинизму и т.д. Туристическая достопримечательность — корабль «Водени Чиро» (серб. Водени Ћиро), внешне напоминающая ушедшую под воду станцию, построенную ещё в эпоху Австро-Венгрии.